# American Relief Administration

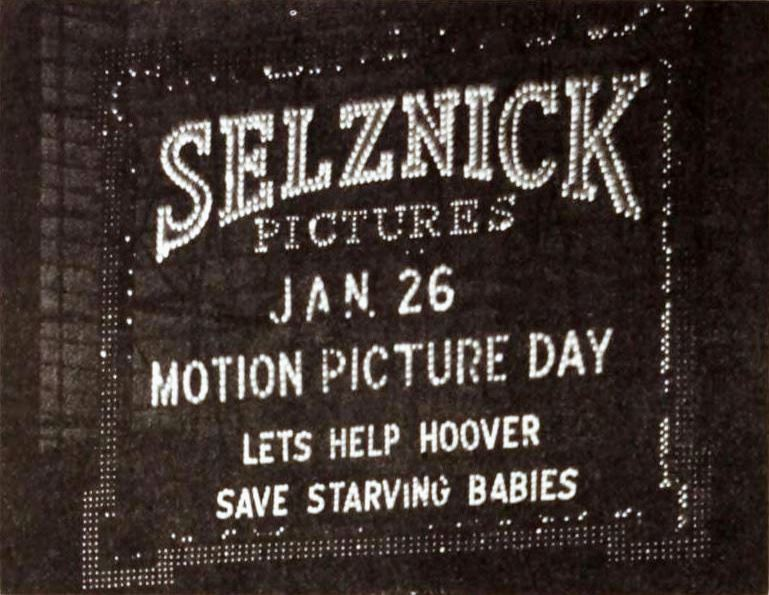
Promobord voor ARA in 1921 (Hoek 47th Street en Broadway)

American Relief Administration (ARA) was de Amerikaanse hulpmissie voor Europa na Eerste Wereldoorlog waaronder in een latere fase ook voor het revolutionaire Rusland na de Eerste Wereldoorlog. Herbert Hoover, de toekomstige president van de Verenigde Staten, was de directeur van de missie.

## Geschiedenis
De Amerikaanse Food Administration onder leiding van Hoover was de voorganger van de ARA. Hij en enkele van zijn medewerkers hadden al nuttige ervaring opgedaan door het Commission for Relief in Belgium (CRB) te leiden. Deze hulpmissie verschafte gedurende de Eerste Wereldoorlog voedsel voor zeven miljoen Belgen en twee miljoen Noord-Fransen.
Op 24 februari 1919 werd de ARA opgericht door het Amerikaanse Congres. het kreeg een van 100 miljoen dollar, dat is vergelijkbaar met 1,360 miljard euro anno 2020). Donaties verdubbelden het bedrag. De ARA kon hierdoor in de onmiddellijke nasleep van de oorlog vier miljoen ton hulpgoederen aan 23 door oorlog getroffen Europese landen. 
Vanaf 1919 nam Arthur Cuming Ringland het over als directeur van de missie om zich te laten opvolgen in 1921 door Walter Lyman Brown. In 1922 beëindigde werden de activiteiten van het ARA gestaakt. Enkel in Rusland werd nog verder gedaan tot 15 juni 1923. Dit omdat ook de burgeroorlog tussen het Rode leger (bolsjewieken) en het Witte leger (adel en grootgrondbezitters) en de droogte van 1920-1921 de graanproductie decimeerde. 
Het Russische deel werd verzwegen door Lenin die aan de vernederende hulp van kapitalisten niet wilden herinnerd worden. De ARA-operatie werd op de zwarte lijst gezet.  Door de beurskrach van 1929 en de grote depressie kwam ook Hoover in een slecht daglicht.

## Afbeeldingen

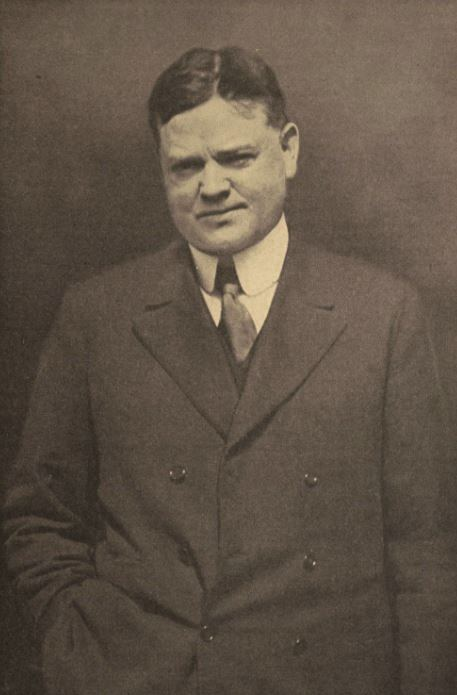
Herbert Hoover in 1919 - eerste directeur (1918-1919)
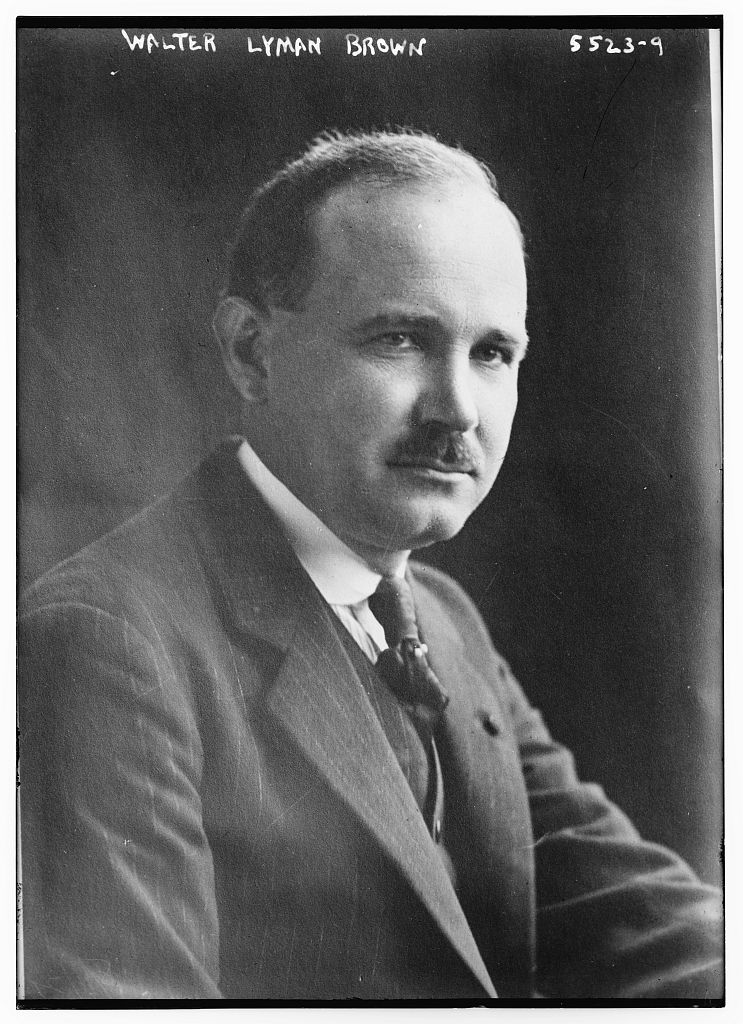
Walter L Brown in - derde directeur (1921-1923)